# Summit Hill
Summit Hill é um distrito localizado no estado norte-americano de Pensilvânia, no Condado de Carbon.

## Demografia
Segundo o censo norte-americano de 2000, a sua população era de 2974 habitantes.
Em 2006, foi estimada uma população de 2993, um aumento de 19 (0.6%).

## Geografia
De acordo com o United States Census Bureau tem uma área de
24,4 km², dos quais 23,1 km² cobertos por terra e 1,3 km² cobertos por água.

## Localidades na vizinhança
O diagrama seguinte representa as localidades num raio de 12 km ao redor de Summit Hill.